# 波々伯部氏
波々伯部氏（ほうかべし、ははかべし）は、日本の氏族。丹波国多紀郡波々伯部邑（現在の兵庫県丹波篠山市）に起源を持つ。中世、同地の在地領主だった。

## 歴史
波々伯部氏は祇園社領・波々伯部保の下司で、承久3年（1221年）、関東御教書に下司・波々伯部盛経の名が見えるのが波々伯部氏の初見となる。建武元年（1334年）には、下司の波々伯部信盛が領家職となっている（「八坂神社文書」）。
元弘3年（1333年）、足利高氏（尊氏）が鎌倉幕府打倒のため丹波国桑田郡の篠村八幡宮（亀岡市）で挙兵したが、その際、高氏の元に集った丹波の武士たちの中に波々伯部氏の名がある（『太平記』）。
同年、鎌倉幕府は滅び、建武3年（1336年）に室町幕府が成立したが、観応2年（1351年）、足利尊氏・義詮父子は京都を追われ、篠村八幡宮に逃れてきた。尊氏は氷上郡の石龕寺（丹波市）に義詮を留め置き、播磨国へと向かったが、この時、荻野朝忠や長沢佐綱とともに波々伯部為光が義詮の警固を務めていた（『太平記』）。
その一方で、観応2年（1351年）や文和3年（1354年）には、神護寺領である吉富荘（南丹市、京都市右京区京北、亀岡市）に対し、波々伯部源次郎が違乱を働いている。
戦国時代になると、細川京兆家の当主・細川政元は分国である丹波・摂津から近習を登用しており、その中に波々伯部氏もいた。波々伯部盛郷（宗寅）は、文明17年（1485年）、細川千句に参加しており、その後、細川政元の奏者を務めた。盛郷は政元の養子・澄之の傅育役となり、永正4年（1507年）、細川澄元に攻められて澄之が自害した際、盛郷も自刃している。盛郷の子・元教も政元に近習として仕え、元教の子・正盛は細川高国に仕えた。
また、高国の弟・晴国の下には、丹波国衆を指揮する立場にある波々伯部国盛や波々伯部源内左衛門尉の名が見える。
細川高国と対立した細川澄元の近習には、波々伯部元継（宗徹）がいた。元継は澄元の子・晴元の側近取次も務め、天文18年（1549年）の江口合戦の後、流浪する晴元に付き従っている。元継の子・元家も晴元に仕え、江口合戦で討死した。
波々伯部氏は丹波守護代の内藤氏に従って何鹿郡に進出し、同郡小畑城（綾部市）の城主になったとされ、享禄4年（1531年）、小畑の波々伯部伊勢守が尼崎合戦に参陣したという（『横山硯』）。永禄8年（1565年）には、氷上郡黒井城の荻野直正が天田郡進出を図って横山城（福知山市）を攻めたが、この時、横山城主一族の姻戚である波々伯部源内義信が横山城に加勢したとされる。
また、荒木村重の麾下に伯々部（ほうかべ）某がおり、天正6年（1578年）に村重が織田信長に謀反を起こした際、それに従って有岡城（伊丹市）に籠城、翌天正7年（1579年）12月に処刑されている。この伯々部氏が波々伯部氏の別流という可能性がある。
天正7年（1579年）に織田信長家臣・明智光秀が丹波を平定した際、波々伯部氏は滅んだとみられ、生き残って帰農した一族がその名を後世に残した。

## 城郭
波々伯部氏は波々伯部周辺を中心に城をいくつか有していた。波多野氏の八上城から東に4kmの、京街道の北側の小山に所在する淀山城（別名・波々伯部城）や、弥十郎ヶ岳北西の尾根にある畑市城、北の尾根の南山城、淀山城の南東600mにある東山城などがある。

## 子孫
現在の当主（波々伯部左衛門尉光政の直系子孫）は波々伯部自克（昭和電工元常務） 。
タレントの山之内すずの母方も波々伯部姓だという。